# 安藤勝己
安藤勝己（1960年3月28日—），前日本騎師，曾先後隸屬笠松競馬場、栗東練馬中心，目前是一名評馬人，兄長安藤光彰、侄子安藤洋一、侄女婿太宰啟介亦是騎師。

## 簡歷
安藤勝己於1976年在地方競馬全國協會的笠松競馬場出道，直至2003年3月1日轉藉至日本中央競馬會，轉藉前，安藤勝己曾勝出3299場頭馬。轉藉後，安藤勝己亦勝出近三十場一級賽事，當中包括優駿牝馬、日本打吡及天皇賞等賽事，令其騎師生涯合共勝出超過4千場頭馬。
2013年1月31日，安藤勝己掛靴，掛靴時累積勝出4464場頭馬（地方14259次出賽取得3353勝，中央6593次出賽取得1111場頭馬）。

## 在港策騎資料
|              | 日期           | 賽事                      | 場地 | 馬場     | 馬名     | 練馬師   | 名次 | 獨贏賠率 |
| ------------ | -------------- | ------------------------- | ---- | -------- | -------- | -------- | ---- | -------- |
| 初出賽       | 2011年12月11日 | 一級賽 - 2400米（香港瓶） | 草地 | 沙田馬場 | 始創先鋒 | 池江泰壽 | 6    | 8.4      |
| 首勝利       | ㄧ             | ㄧ                        | ㄧ   | ㄧ       | ㄧ       | ㄧ       | ㄧ   | ㄧ       |
| 級際賽初出賽 | 2011年12月11日 | 一級賽 - 2400米（香港瓶） | 草地 | 沙田馬場 | 始創先鋒 | 池江泰壽 | 6    | 8.4      |
| 級際賽首勝利 | ㄧ             | ㄧ                        | ㄧ   | ㄧ       | ㄧ       | ㄧ       | ㄧ   | ㄧ       |
| 一級賽初出賽 | 2011年12月11日 | 一級賽 - 2400米（香港瓶） | 草地 | 沙田馬場 | 始創先鋒 | 池江泰壽 | 6    | 8.4      |
| 一級賽初勝利 | ㄧ             | ㄧ                        | ㄧ   | ㄧ       | ㄧ       | ㄧ       | ㄧ   | ㄧ       |